# 红木

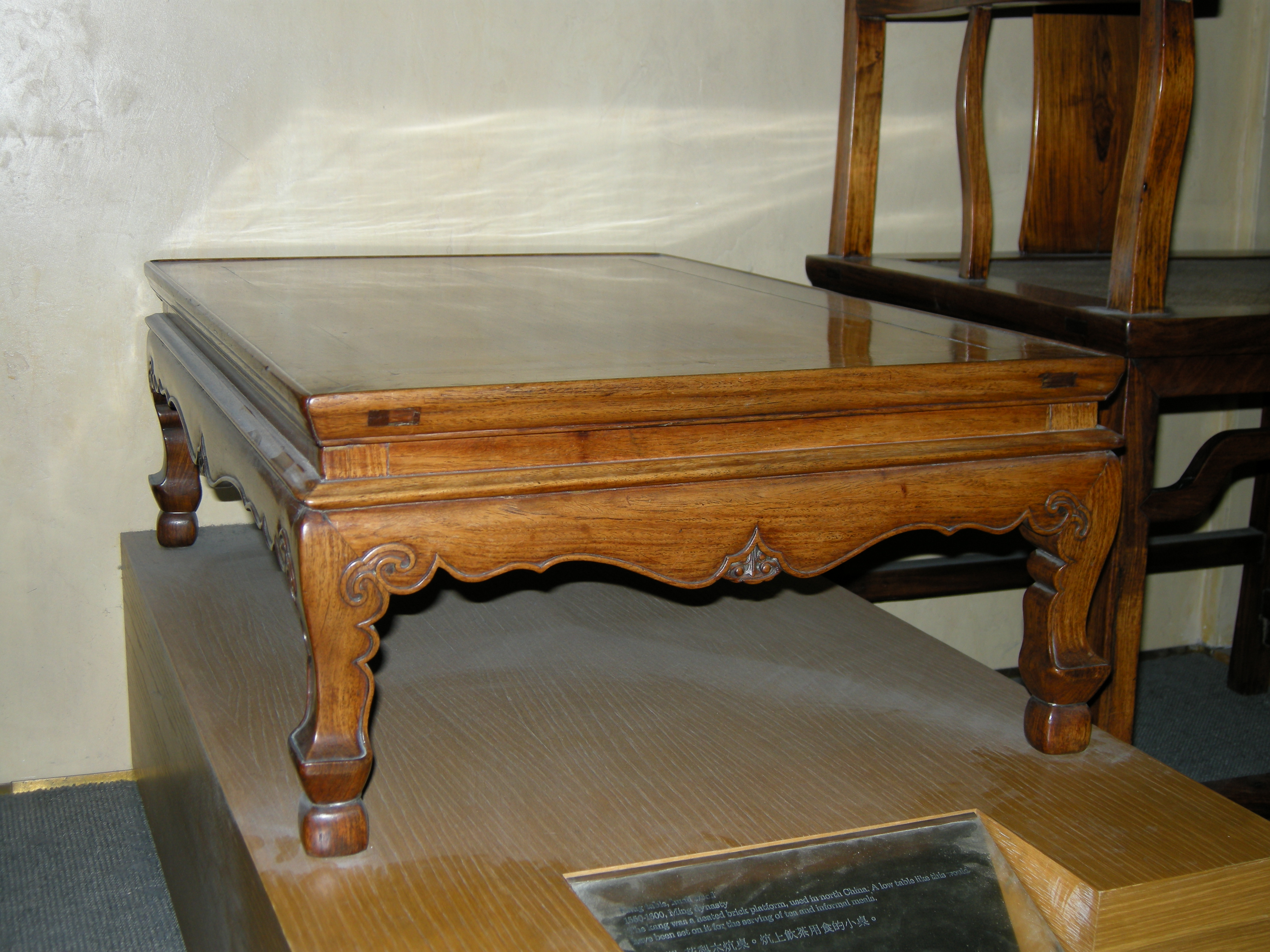
用黄花梨制作的明式家具

红木狭义上指大红酸枝（也叫老红木、海梅），但现在一般作为一类木材的泛称使用，目前以中华人民共和国国家标准GB/T 18107-2017区分，在该标准范围内的，即俗称国标红木，共5属8类29种，属于名贵木材，其颜色未必一定是红色，也包括黄色、紫色等其他颜色的木材。

## 价格
红木在中国历来被视为名贵木材，但不同种类的红木之间价格相差也十分悬殊，因此市场上出现了许多以假乱真、以次充好的现象。这包括以低价红木冒充高价红木，或在制作工艺上使用带有白皮的原材料等。
红木中最具有代表性的为海南黄花梨、小叶紫檀、大红酸枝这“老三样”（也叫“三大贡木”）。其中最昂贵的是海南黄花梨，在2000年代早期的红木家具热潮中，其价格从2003年的3万多元一吨一路涨到2007年的近300万元/吨。虽然经过一段时间的疯涨之后，整体红木市场价格在2000年代末暴跌，至2015年红木市场仍处于冷却状态。但后来其价格回升并居高不下，海南黄花梨基本已经退出流通市场，市场上仅存小件和工艺品。仅次于海南黄花梨的小叶紫檀价格也以万元/斤计算，大件家具价格通常超过百万。而大红酸枝也因为原材料日渐枯竭，难以找到大料和好料。

## 分类
红木家具所用红木原按2000年5月发布的中华人民共和国国家标准GB/T 18107-2000《红木》来区分，总计包括紫檀属、黄檀属、崖豆藤属、铁刀木属以及不属于豆科植物的柿树属下共五属八类三十三种植物木材。
2017年7月1日开始实施的国家标准GB/T 18107-2017《红木》取代了原GB/T 18107-2000《红木》。新标准除了更新检测方法之外，主要是将原标准中的33个树种，依国际植物分类学领域的学术界变化减为至29种；如黑酸枝木类中的黑黄檀为刀状黑黄檀的异名、花梨木类中的鸟足紫檀(又称柬埔寨花梨、老挝花梨、越南花梨)、越柬紫檀为大果紫檀的异名，只因加工方法和品质不同而名称与价格有异而被取消；乌木类中的蓬塞乌木因中国市场上几乎没有和缺乏相关信息而被取消：
- 紫檀木类：檀香紫檀。
- 花梨木类：安达曼紫檀、刺猬紫檀、印度紫檀、大果紫檀(缅甸花梨)、囊状紫檀。
- 香枝木类：降香黄檀。
- 黑酸枝木类：刀状黑黄檀、阔叶黄檀、卢氏黑黄檀、东非黑黄檀、巴西黑黄檀、亚马孙黄檀、伯利兹黄檀。
- 红酸枝木类：巴里黄檀、赛州黄檀、交趾黄檀、绒毛黄檀、中美洲黄檀、奥氏黄檀、微凹黄檀。
- 乌木类：乌木、厚瓣乌木、毛药乌木。
- 条纹乌木类：苏拉威西乌木、菲律宾乌木。
- 鸡翅木类：非洲崖豆木、白花崖豆木、铁刀木。

除以上分类标准外，规定了红木家具等红木制品用材的标志、分类、术语、定义、通用、检测、运储的用材标准GB/T 35475-2017《红木制品用材规范》也于同日实施。